# Spațiu
În filozofie și fizică categoria spațiului exprimă ordinea, poziția, distanța, mărimea, forma și întinderea obiectelor coexistente în lumea reală.

## Proprietățile spațiului
Proprietățile (presupuse) ale spațiului au fost un subiect controversat al învățaților tuturor timpurilor. Ele variază în funcție de gradul de dezvoltare a cunoștințelor acumulate de omenire de-a lungul diverselor perioade istorice.
- Spațiul este considerat azi o categorie filozofică ce desemnează forme obiective și universale de existență a materiei în mișcare. Unitatea cu materia determină caracterul infinit al spațiului și eternitatea timpului.
- Are trei dimensiuni bidirecționale, spre deosebire de categoria înrudită a timpului, care are o singură dimensiune și se scurge într-o singură direcție - numai înainte.
- Atomiștii antici (Democrit și Epicur) considerau spațiul ca un receptacul vid și infinit al atomilor materiali.
- Aristotel considera că spațiul este suma locurilor pe care le ocupă corpurile și că atât materia cât și spațiul ar fi finite.
- Concepția atomistă despre spațiu și timp (care stă și la baza geometriei lui Euclid) a fost dezvoltată în filozofia modernă de către Newton. Pentru Newton spațiul și timpul sunt absolute, obiective și universale, deci independente de materia în mișcare.
- Engels consideră că formele de bază ale oricărei existențe sunt spațiul și timpul și că o existență în afara timpului este o absurditate tot atât de mare cât și una în afara spațiului.
- Filozofi ca Berkeley, Hume, Mach, Bergson neagă obiectivitatea spațiului și timpului, punându-le în dependență de conștiința omului sau ca forme subiective ale trăirilor sale subiective.
- Kant consideră că cele două categorii sunt forme apriorice ale sensibilității umane.
- Hegel consideră spațiul și timpul ca fiind două categorii ale ideii absolute.
- Constituirea geometriilor neeuclidiene de către Lobacevski, Bolyai, Gauss, Riemann a contribuit la formarea concepției după care proprietățile geometrice spațiale nu sunt pretutindeni aceleași, fiind determinate de proprietățile fizice. Spațiul este deci neomogen și anizotrop.
- Teoria relativității lui Einstein (numită și teoria fizică a spațiului și timpului) a demonstrat că proprietățile spațio-temporale (lungimea corpurilor și durata evenimentelor) depind de viteza de deplasare a sistemelor materiale și că structura sau proprietățile continuului spațio-temporal variază în funcție de concentrarea maselor substanței și de intensitatea câmpului gravitațional generat de către acestea.